# Promozione Toscana 1982-1983
Nella stagione 1982-1983 la Promozione era sesto livello del calcio italiano (il massimo livello regionale). Qui vi sono le statistiche relative al campionato in Toscana.
Il campionato è strutturato in vari gironi all'italiana su base regionale, gestiti dai Comitati Regionali di competenza. Promozioni alla categoria superiore e retrocessioni in quella inferiore non erano sempre omogenee; erano quantificate all'inizio del campionato dal Comitato Regionale secondo le direttive stabilite dalla Lega Nazionale Dilettanti, ma flessibili, in relazione al numero delle società retrocesse dal Campionato Interregionale e perciò, a seconda delle varie situazioni regionali, la fine del campionato poteva avere degli spareggi sia di promozione che di retrocessione.

## Girone A

### Squadre partecipanti
| Squadra                 | Città                      |
| ----------------------- | -------------------------- |
| A.C. Alabastri Volterra | Volterra (PI)              |
| G.S. Armando Picchi     | Livorno (LI)               |
| U.S. Aullese            | Aulla (MS)                 |
| A.C. Bagni di Lucca     | Bagni di Lucca (LU)        |
| A.S. Camaiore           | Camaiore (LU)              |
| U.S. Lampo              | Lamporecchio (FI)          |
| U.S. Monsummanese       | Monsummano Terme (PT)      |
| A.S. Pecciolese         | Peccioli (PI)              |
| U.S. Perignano          | Lari (Italia) (PI)         |
| U.S. Pescia             | Pescia (PT)                |
| U.S. Piombino           | Piombino (LI)              |
| U.S. Ponte a Moriano    | Lucca (LU)                 |
| A.C. Quarrata Olimpia   | Quarrata (PT)              |
| G.S. Romagnano          | Massa (MS)                 |
| U.S. Sanromanese        | San Romano (Pisa) (PI)     |
| G.S. Tuttocalzatura     | Castelfranco di Sotto (PI) |
| A.S. Venturina          | Venturina Terme (LI)       |

### Classifica finale
|  | Pos. | Squadra            | Pt | G  | V  | N  | P  | GF | GS | DR  |
|  | ---- | ------------------ | -- | -- | -- | -- | -- | -- | -- | --- |
|  | 1.   | Piombino           | 47 | 32 | 20 | 7  | 5  | 54 | 16 | +38 |
|  | 2.   | Tuttocalzatura     | 43 | 32 | 17 | 9  | 6  | 38 | 25 | +13 |
|  | 3.   | Romagnano          | 40 | 32 | 15 | 10 | 7  | 40 | 28 | +12 |
|  | 4.   | Armando Picchi     | 37 | 32 | 10 | 17 | 5  | 34 | 25 | +9  |
|  | 5.   | Aullese            | 36 | 32 | 11 | 14 | 7  | 45 | 34 | +11 |
|  | 6.   | Bagni di Lucca     | 36 | 32 | 10 | 16 | 6  | 39 | 31 | +8  |
|  | 7.   | Lampo              | 33 | 32 | 11 | 11 | 10 | 38 | 36 | +2  |
|  | 8.   | Perignano          | 33 | 32 | 11 | 11 | 10 | 29 | 27 | +2  |
|  | 9.   | Alabastri Volterra | 33 | 32 | 9  | 15 | 8  | 26 | 27 | -1  |
|  | 10.  | Ponte a Moriano    | 32 | 32 | 9  | 14 | 9  | 25 | 25 | 0   |
|  | 11.  | Camaiore           | 31 | 32 | 9  | 13 | 10 | 31 | 26 | +5  |
|  | 12.  | Monsummanese       | 31 | 32 | 13 | 5  | 14 | 32 | 39 | -7  |
|  | 13.  | Venturina          | 30 | 32 | 9  | 12 | 11 | 37 | 39 | -2  |
|  | 14.  | Sanromanese        | 30 | 32 | 7  | 16 | 9  | 29 | 32 | -3  |
|  | 15.  | Quarrata Olimpia   | 20 | 32 | 3  | 14 | 15 | 20 | 34 | -14 |
|  | 16.  | Pecciolese         | 18 | 32 | 5  | 8  | 19 | 18 | 48 | -30 |
|  | 17.  | Pescia             | 14 | 32 | 3  | 8  | 21 | 16 | 59 | -43 |

## Girone B

### Squadre partecipanti
| Squadra             | Città                           |
| ------------------- | ------------------------------- |
| U.S. Antella        | Bagno a Ripoli (FI)             |
| Pol. Audax Rufina   | Rufina (FI)                     |
| A.S. Castellina     | Castellina in Chianti (FI)      |
| A.S. Figline        | Figline Valdarno (FI)           |
| A.C. Foiano         | Foiano della Chiana (AR)        |
| U.S. Grassina       | Grassina (FI)                   |
| A.S. Impruneta      | Impruneta (FI)                  |
| U.S. Poggibonsi     | Poggibonsi (SI)                 |
| U.S. Pontassieve    | Pontassieve (FI)                |
| Pol. Pratovecchio   | Pratovecchio (AR)               |
| S.C. Resco Reggello | Reggello (FI)                   |
| U.S. Sansepolcro    | Sansepolcro (AR)                |
| U.C. Sinalunghese   | Sinalunga (SI)                  |
| G.S. Staggia        | Staggia Senese (SI)             |
| Pol. Subbiano       | Subbiano (AR)                   |
| U.S. Tegoleto       | Civitella in Val di Chiana (AR) |

### Classifica finale
|  | Pos. | Squadra        | Pt   | G  | V  | N  | P  | GF | GS  | DR  |
|  | ---- | -------------- | ---- | -- | -- | -- | -- | -- | --- | --- |
|  | 1.   | Poggibonsi     | 46   | 30 | 17 | 12 | 1  | 46 | 15  | +31 |
|  | 2.   | Castellina     | 40   | 30 | 14 | 12 | 4  | 31 | 16  | +15 |
|  | 3.   | Tegoleto       | 40   | 30 | 13 | 14 | 3  | 48 | 26  | +22 |
|  | 4.   | Figline        | 35   | 30 | 11 | 13 | 6  | 40 | 22  | +18 |
|  | 5.   | Pratovecchio   | 34   | 30 | 13 | 8  | 9  | 37 | 27  | +10 |
|  | 6.   | Antella        | 34   | 30 | 11 | 12 | 7  | 36 | 26  | +10 |
|  | 7.   | Staggia        | 34   | 30 | 13 | 8  | 9  | 35 | 27  | +8  |
|  | 8.   | Grassina       | 33   | 30 | 11 | 11 | 8  | 34 | 27  | +7  |
|  | 9.   | Resco Reggello | 31   | 30 | 11 | 9  | 10 | 30 | 30  | 0   |
|  | 10.  | Foiano         | 29   | 30 | 10 | 9  | 11 | 25 | 28  | -3  |
|  | 11.  | Pontassieve    | 29   | 30 | 8  | 13 | 9  | 26 | 31  | -5  |
|  | 12.  | Subbiano       | 28   | 30 | 8  | 12 | 10 | 31 | 25  | +6  |
|  | 13.  | Impruneta      | 28   | 30 | 10 | 8  | 12 | 31 | 25  | +6  |
|  | 14.  | Audax Rufina   | 20   | 30 | 6  | 8  | 16 | 25 | 38  | -13 |
|  | 15.  | Sinalunghese   | 19   | 30 | 5  | 9  | 16 | 28 | 43  | -15 |
|  | ---  | Sansepolcro    | Rit. | 30 | -- | -- | 30 | 7  | 104 | 0   |